# 塔斯馬尼亞大學
塔斯馬尼亞大學（簡稱塔大，簡稱UTAS或UniTas）是位於澳大利亞霍巴特市的一所公立大學。該大學創校於1890年1月1日，是澳大利亞成立的第4所大學，在塔斯馬尼亞州有3個校園。大學亦是英聯邦大學協會之一員。其影響力由澳大利亞延伸至全世界，與歐洲、亞洲、北美洲四十多所學院合作；為澳大利亞6所砂岩學府之一。
塔斯馬尼亞大學的兩個主要校區，其一是沙地湾校區，距離塔州风景如画、历史悠久的首府——霍巴特僅五分鐘車程。另一主要校區設於纽纳姆（Newnham），距离塔州第二大城市朗瑟士敦十分钟车程。除此二校區之外，尚有伯尔尼（Burnie）的摇篮海岸（Cradle Coast）小校區，让在校生毋須搬迁便能完成部份的第一学年课程。
塔斯馬尼亞大學目前注册学生逾20,000（2007年），其中海外留学生4,200人。数目最多的中国学生占留学生60%；其次来自马来西亚，占留学生16%。另外有1,800名職員，屬於澳大利亞小至中型大學；與當地的澳大利亞海事學院、塔州TAFE學院（Technical and Further Education即技術及進階教育學院），都是塔斯馬尼亞州的主要學院。
2024年QS世界大學排名第307名，2023泰晤士世界大學排名301－350，2022ARWU世界大學排名201－300。

## 校園設施
塔斯马尼亚大学为学生提供便利的設施， 包括圖書館、餐厅、计算机室、实验室，体育馆等。其中工程学院为学生提供电力实验室、电子实验室、机械实验室、机电实验室，土木实验室以及控制实验室，满足学生实践和完成项目的需求。
塔斯马尼亚大学学生会（Tasmania University Union）为学生提供各种便利服务。
沙地湾（Sandy Bay）校區的学生公寓位于学院路(College Road)20号，可提供400名学生的住宿。此学生公寓还设有餐厅“胡椒（Pepperz）”, 每周七天为学生提供廉价的午餐和晚餐。 

## 著名校友
丹麦王妃玛丽·唐纳森是塔斯马尼亚大学1994年届校友，学位是商法学士。

## 科系組織
| 社會人文 - 音樂學院 - 萊亞胡那（澳洲土著研究中心） - 亞洲語言及研究系 - 英文、新聞、歐洲語言系 - 政治系 - 歷史及古典文學系 - 哲學系 - 社會學及社工系 - 觀賞及表演藝術系 - 塔斯馬尼亞人藝術系 商科（Faculty of Business） - 會計及企業管理系（School of Accounting & Corporate Governance） - 經濟及金融系（School of Economic & Finance） - 管理系（School of Management） 教育 - 教育系 健康科學 - 人類生命科學系 - 醫學系 - 護理及助產系 - 塔斯馬尼亞人藥劑系 - 農村診所學校 - 農村健康部門 | 法律 - 法律研究中心 - 法律系 科學、工程、技术（Faculty of Science, Engineering & Technology） - 農業科學系 (School of Agriculture) - 水產系 - 建築系 - 化學系 (School of Chemistry) - 電腦及資訊系統系（School of Information Systems） - 地球科學系 (School of Earth Science) - 工程系（School of Engineering） - 地理及環境研究系 - 數學及物理系 (School of Mathematics and Physics) - 植物科學系 (School of Plant Science) - 動物學系 (School of Zoology) - 心理學系 (School of Psychology) |

## 工程学院
塔斯馬尼亞大學工程学院位于沙地湾（Sandy Bay）校区，设有8种工程专业，分别为：电力工程，电子与通信工程，计算机工程，机电工程，生物医学工程，机械工程，土木工程以及岩土工程。工程学院现有教授４名，正式讲师１４名，另有实验师和技术人员负责实验室的维护。教授和讲师来自世界各地和澳洲本地，有名的如俄裔教授Michael Negnevitsky, 是著名的强电电力和人工智能专家，对学生有极高的标准要求。讲师Graeme Vertigan先生具有丰富的电力工程经验，擅长教学，鼓励学生的动手实验。

## 住宿设施
| 桑迪湾校區 - Christ College 基督学院 - St John Fisher College 聖約翰菲社学院 - University Apartments 大學公寓 - Jane Franklin Hall 珍法兰克林廳 - Mt Nelson Villas 尼路臣山山莊 | 荷巴特校區 Hobart Apartments 荷巴特公寓 Hytten Hall 希頓廳 | 紐納姆校區 - Kerslake Hall 卻士尼廳 - Leprena 拿貝那 - Clarence House 格倫士屋 - Investigator Hall 調查者廳 |

## 爭議
塔斯馬尼亞大學想把桑迪灣的校區移動回市區，然而在當地居民的公投項目中，保存桑迪灣的票數比移動到市區的票數高。
目前已經在荷巴特市區的院系所有醫學及健康學院Menzies、海洋與南極研究所IMAS (Institute for Marine and Antarctic Studies)、商學院、社會人文學院的音樂系、美術系、以及媒體相關科系也都在市區有自己的校區。

## 姐妹學校

### 台灣
- 國立中興大學[5]
- 國立臺灣師範大學[6]

## 雙聯學制合作名單

### 台灣
- 逢甲大學的國際科技與管理學院與澳洲海事學院（Australian Maritime College）的全球物流海事管理本科。[7]